# أضرحة ملتان
أضرحة ملتان هي أضرحة في مدينة ملتان، في البنجاب، في باكستان، إن العديد من هذه الأضرحة والمزارات، ترجع للتراث الإسلامي والمدني الغني بالأئمة (بير) والأولياء . ومن أشهر الأضرحة التي لا تزال متاحة للزيارة حتى اليوم ما يلي.

## ضريح بهاء الدين زكريا
في الطرف الشمالي الشرقي من حصن ملتان القديم يوجد ضريح للشيخ الكبير شيخ الإسلام مخدوم بهاء الدين أبو محمد زكريا القرشي الهاشمي، أحد كبار أولياء السلسلة السهروردية (طريقة صوفية) وأحد أبرز تلامذة الشيخ شهاب الدين السهروردي. وهو مؤسس سلسلة السهروردية في الهندية.
وُلِد الشيخ بهاء الدين زكريا، المعروف باسم بهاء الحق، في كوت كارور (كارور لال إيسان)، وهي بلدة في مقاطعة لياه بالقرب من ملتان، حوالي عام 1170 م. ولمدة 30 عامًا، سافر إلى مدن مختلفة من أجل الدعوة للإسلام واستقر في النهاية في ملتان عام 1222 م. وتوفي عام 1267 م. شكل الضريح عبارة عن مربع ومساحته 51 قدم 9 بوصة (15.77 م)، يعلوا الضريح مُثمن، ويبلغ ارتفاعه نصف ارتفاع الساحة تقريبًا، تعلوه قبة نصف كروية. دُمر الضريح بالكامل تقريبًا أثناء حصار البريطانيين لملتان عام 1848، ولكن سرعان ما رُمِّم بعد ذلك.

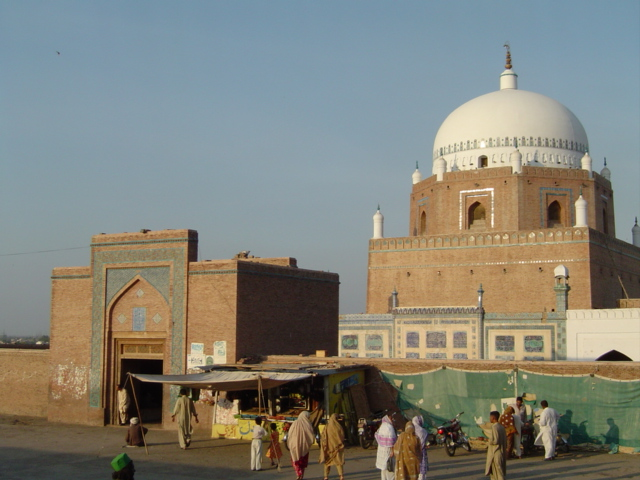
بهاء الدين زكريا

## قبر شاه ركن علم
يُعد ضريح شاه ركن علم، حفيد الشيخ بهاء الدين زكريا، الذي بُني بين عامي ١٣٢٠ و١٣٢٤، تحفة فنية لا مثيل لها من عصر ما قبل المغول الإسلامي. ويُعتبر ضريح ركن علم فخرًا لملتان.
عند الاقتراب من المدينة من أي اتجاه، يُعدّ المعلم الأبرز هو القبة الضخمة للضريح، والتي يمكن رؤيتها من مسافة أميال. هذه القبة هي ضريح الشيخ ركن الدين أبو الفتح، المعروف باسم ركن العالم. يقع الضريح في الجانب الجنوبي الغربي من الحصن. إن المبنى مُثمن الشكل، وقطره الداخلي هو 51 قدم 9 بوصة (15.77 م)، وارتفاع جدرانه هو 41 قدم 4 بوصة (12.60 م) بسُمك 13 قدم 3 بوصة (4.04 م)، وتدعمها أبراج مائلة عند الزوايا. وفوقها مثمن أصغر بارتفاع 25 قدم 8 بوصة (7.82 م) على الجانب الخارجي، بارتفاع 26 قدم 10 بوصة (8.18 م)، تاركًا ممرًا ضيقًا يحيط بأعلى الطابق السفلي للمؤذن. تعلوه قبة نصف كروية يبلغ ارتفاعها 58 قدم (18 م) القطر الخارجي. الارتفاع الإجمالي للمبنى (الذي يتضمّن القاعدة التي يبلغ ارتفاعها 3 قدم (0.91 م)) هو 100 قدم (30 م). ونظرًا لوقوعه على أرض مرتفعة، فإن الارتفاع الإجمالي فوق مستوى الطريق هو 150 قدمًا.
بالإضافة إلى أهميته الدينية، يتمتع الضريح أيضًا بقيمة أثرية كبيرة حيث يُقال إن قبته هي ثاني أكبر قبة في العالم، بعد جول جومباد في بيجابور الهند، وهي الأكبر. بُني الضريح بالكامل من الطوب الأحمر، محاطًا بعوارض من خشب الساسم، والتي تحولت الآن إلى اللون الأسود بعد قرون عديدة. زُين الجزء الخارجي بالكامل بشكل متقن بألواح من البلاط المزجج وخطوط الأوتار والأسوار. الألوان المستخدمة هي الأزرق الداكن والأزرق السماوي والأبيض، متباينة مع اللون الأحمر الداكن للطوب المصقول بدقة. قيل إن القبر قد بناه غياث الدين توغلاك لنفسه، ولكن تخلى عنه ابنه محمد توغلاك لصالح ركن العلم، عندما توفي عام 1330.

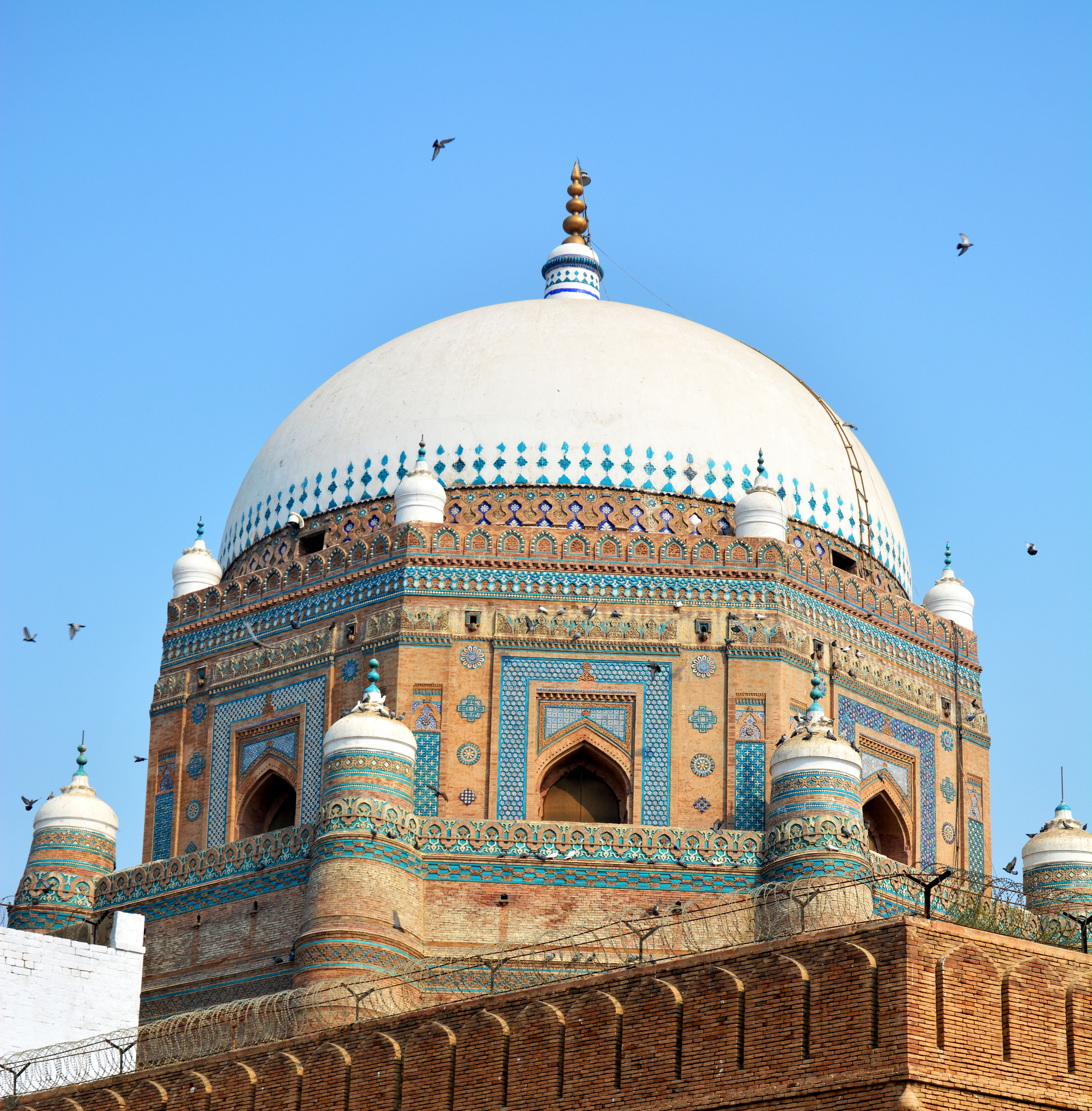
قبر شاه ركن علم ملتان

## شمس الدين السبزواري الملتاني
يقع ضريح شمس الدين سبزواري ملتاني بن بير سيد صلاح الدين على بُعد نصف ميل تقريبًا شرق موقع الحصن، على الضفة المرتفعة لمجرى نهر رافي القديم بالقرب من حديقة باغ عام خاص. وُلد سبزواري عام ١١٦٥. تُوفي عام ١٢٧٦، وبُني الضريح على يد حفيده عام ١٣٣٠. القبر مربع الشكل، 30 قدم (9.1 م)ارتفاعها  تعلوها قبة نصف كروية، مزينة ببلاط زجاجي مزخرف.

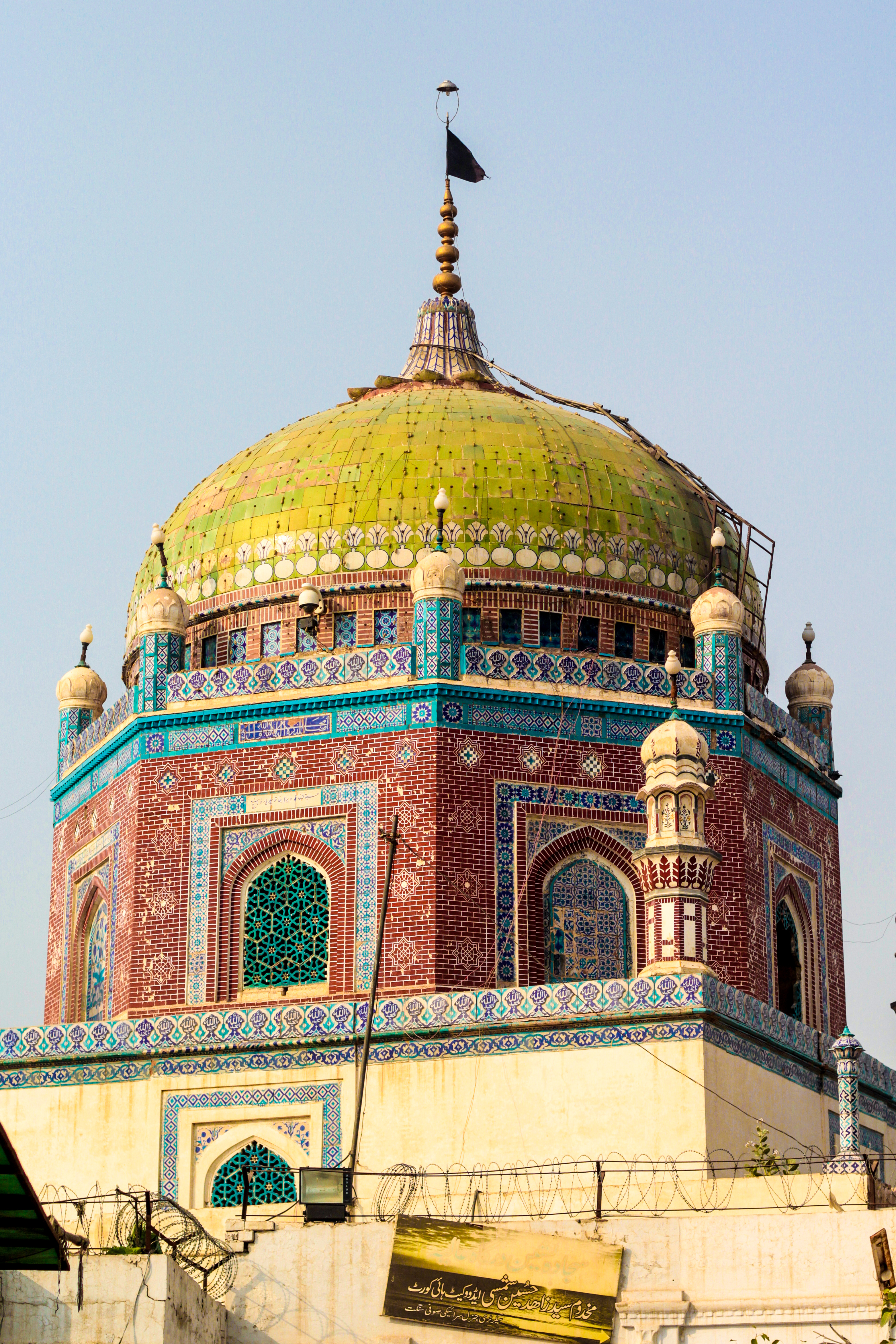
يقع ضريح السبزواري في ملتان، باكستان.

## ضريح شاه كرديز
يقع ضريح محمد شاه يوسف غارديزي، المعروف باسم شاه غارديز، داخل بوابة بوهار مباشرةً. وهو مبنى مستطيل الشكل بلا قبة مزين ببلاط زجاجي. وصل شاه غارديز إلى ملتان عام ١٠٨٨ وأعاد إحياء المدينة التي كانت في حالة ركود آنذاك. ساهم شاه يوسف غارديز في تهذيب الإسلام لدى الكثيرين. يُعرف أحفاده باسم الغرديزيون، وهم من العائلات النبيلة العريقة القليلة في البلاد.

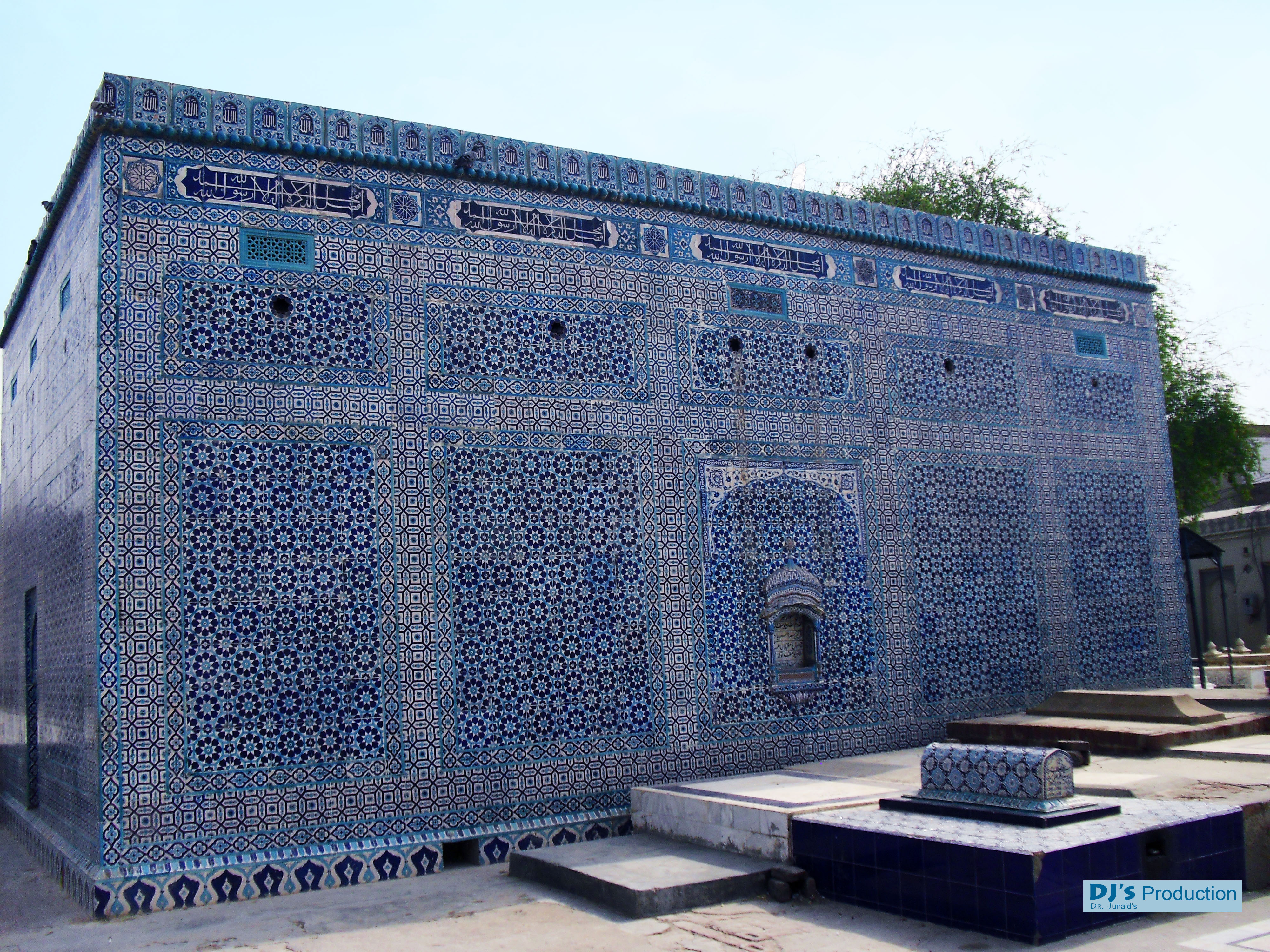
قبر شاه يوسف غرديزي في ملتان

## ضريح موسى باك شهيد
يقع ضريح سيد موسى باك شهيد داخل بوابة باك. كان الشيخ أبو الحساب موسى باك شهيد من نسل عبد القادر الجيلاني وولد في أوجة.

## ضريح الحافظ محمد جمال ملتاني
يقع الضريح قرب حديقة (باغ) "عام خاص" خارج بوابة الدولة في مدينة ملتان. وقد شُيِّد الضريح داخل سور يشبه التحصينات. ويرتفع البناء على منصة من الرخام، تحيط بها ساحة مرصوفة بالرخام والألواح الصخرية السوداء.
أما في الجهتين الشمالية والغربية، فتمتد ممرات مقوّسة تشبه الأنفاق. وعلى الجانب الجنوبي، توجد قاعة اجتماعات واسعة، يعلوها سقف خشبي مزخرف بزخارف فنية بديعة.
تُوفي حافظ جمال عن عمر يناهز السادسة والستين، في الخامس من جمادى الآخرة سنة 1226 هـ، الموافق للسابع من أيار عام 1811م. وقد استنبط تلميذه المحب، منشي غلام حسن، تاريخ وفاته من عبارة في القرآن الكريم: (إِنَّ ٱلْمُتَّقِينَ فِي جَنَّـٰتٍ)، فجعل منها تأريخًا رمزيًا (تأريخًا بالحروف). كما توجد على البوابة الشرقية للضريح عبارتان تأريخيتان أخريان منقوشتان على شكل أبيات شعرية بالفارسية.
تزوّج حافظ جمال مرتين، وكانت إحدى زوجتيه من أسرة "لاڠ". وقد خلّف عددًا كبيرًا من المريدين والخلفاء الروحيين، من أبرزهم خواجة خدا بخش الذي كان من من خيرپور تامي والي.
كان حافظ جمال شاعرًا باللغات العربية والفارسية والسرائيكية. قصيدته "سهرفي" هي قصيدة بالسرايقية تتألف من 29 مقطعًا، كل منها بأربعة أبيات متناغمة، ويحتوي المقطع الرابع على اسم الشاعر "جمال". في هذه القصيدة، استخدم حافظ جمال المغزل وملحقاته كرموز للأفعال والشخصيات.

## ضريح شاه علي أكبر
كان شاه علي أكبر من نسل شاه شمس سبزواري، وحفيده. يقع ضريحه في شيعة مياني ملتان.

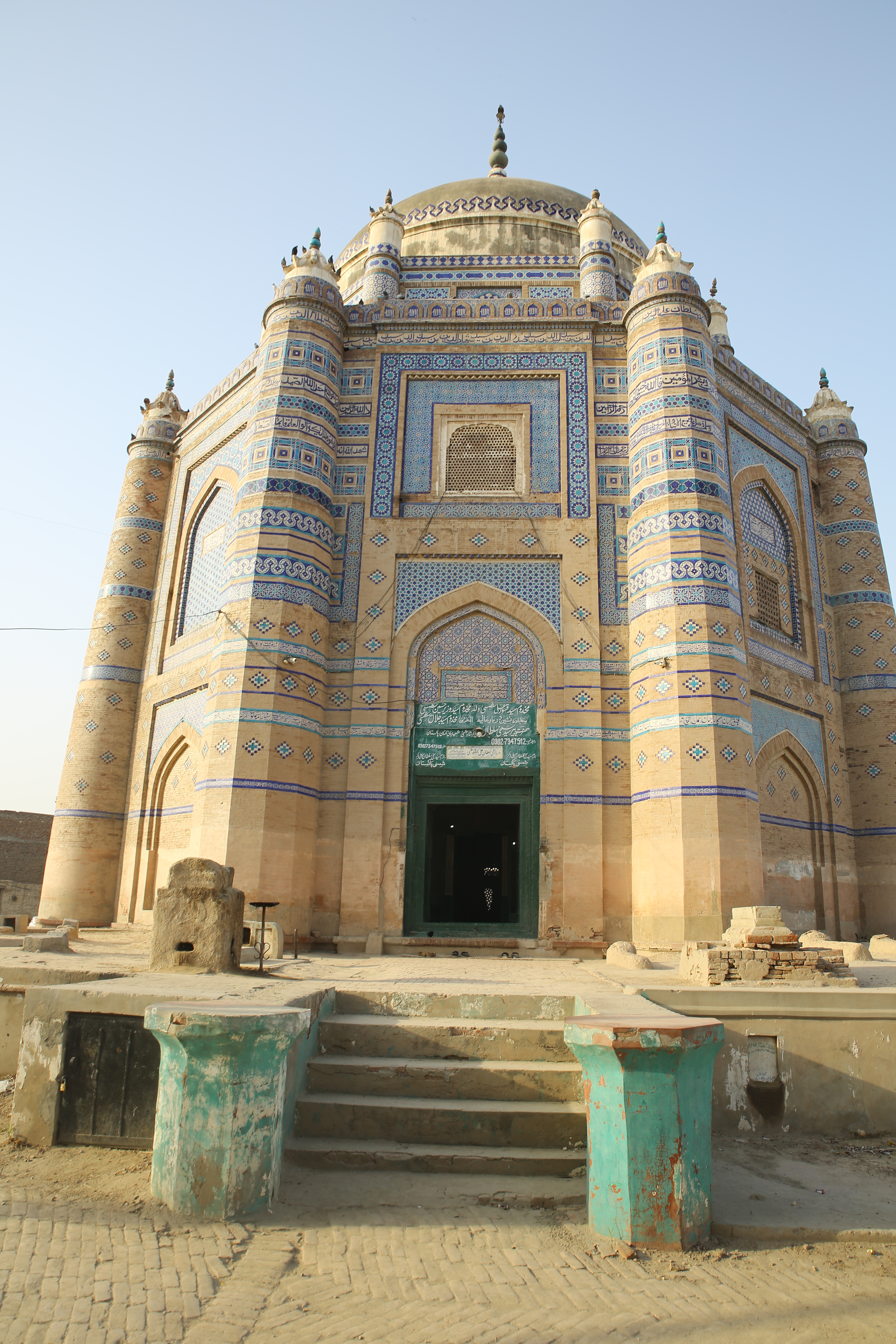
قبر شاه علي أكبر والمسجد القريب.

## أضرحة ومقابر أخرى
بالإضافة إلى المقابر المذكورة أعلاه، تضم ملتان العديد من الآثار التاريخية والأثرية الأخرى التي تعود إلى العصر الإسلامي. ومن أبرزها:
- تقع شاهدنا شهيد بالقرب من بوابة دلهي وهي ضريح تلميذ مخلص لـ "بهاء الحق".
- يقع ضريح بيبي باك دامان بالقرب من باستي دايرا.
- يقع ضريح شير شاه سيد على طريق ملتان-مازافارجاره.
- ضريح مخدوم عبد الرشيد حقاني في طريق مخدوم رشيد.
- توتلا ماي بالقرب من بوابة الحرم.
- بابا صفرا بالقرب من عيدجاه.

المقابر الطويلة المبنية من الطوب، والمعروفة عمومًا بمقابر نواجازا، أو "مقابر التسع ياردات"، تُطلق هذه التسمية في شبه القارة الهندية على محاربي وشهداء الإسلام الذين سقطوا في معارك ضد الهندوس خلال الغزوات الإسلامية الأولى.
خارج بوابة دلهي، التي يبلغ طولها حوالي اثني عشر ياردة، يوجد حجر بلون الشوكولاتة عليه علامات صفراء فاتحة، ويبلغ طوله 27 بوصة (69 سـم) في القطر و سُمك 78 بوصة (200 سـم)، مع وجود ثقب في المنتصف بقطر 9 بوصة (23 سـم). تُسمى مانكا. يُقال إن الولي كان يرتديها حول عنقه، بينما يُقال إنها كانت خاتم إبهامه. كما يُقال إن عمر القبر 1300 عامًا وهو يضاهي عمر دخول الإسلام للهند. من المحتمل أنه يعود إلى عصور الفتح الإسلامي المبكر بقيادة محمد بن القاسم.
يوجد كذلك تشيشت نجار وهو مزار للولي مولانا غلام رباني رامداسي تشيشتي صبري (1918-1988) بالقرب من جهانيان ماندي، في ملتان.

## طالع أيضًا
- قائمة الأضرحة[الإنجليزية]
- قائمة الأضرحة والمزارات في باكستان[الإنجليزية]
- قائمة المقابر[الإنجليزية]
- قائمة المقابر في باكستان[الإنجليزية]

## روابط خارجية
- صور من ملتان